# بهاء الدين علال
بهاء الدين علال Baha eddine Allal هو مخرج وفنان مؤثرات بصرية سينمائية وتلفزيونية وعارض أزياء جزائري ولد في 26 مايو 1995.

## مسيرته
بهاء الدين علال هو مخرج سنمائي وفنان مؤثرات بصرية سنمائية خاصة تخرج من جامعة هارفارد عن بعد سنة 2013، وقد تحصل بهاء الدين علال على رخصة المشاع الإبداعي المدفوعة عن مجمل أعماله بعد عرض أول فيديو كليب من اخراجه تحت عنوان (غير حياتك) للمنشد باللعالية بن ذهيبة يحتوي على مؤثرات بصرية خاصة عالية التقنية في الجزائر خاصة والمغرب العربي عامة، وبعدما تمكن من تصميم واخراج عدد من الاعلانات التلفزيونية لعلامات تجارية عالمية لتعليب المياه والمشروبات، وتعتبر أعمال علال بهاء الدين نقلة نوعي في مجال إنتاج الأعمال السنمائية الحديثة الممزوجة بالمؤثرات بصرية الحديثة فقد إشتهر بأعماله السريالية التي تمزج بين المؤثرات البصرية عالية التقنية والاخراج السنمائي الحديث حيث اشتغل مع كبرى شركات الإنتاج السنمائي واستوديوهات التحريك ثلاثي الأبعاد مثل شركة والت ديزني للرسوم المتحركة، وقد كان بهاء الدين علال أول فنان يمزج بين المؤثرات بصرية الحديثة عالية التقنية داخل فيديو كليب في الجزائر والمغرب العربي كافة في أعماله الحديثة سواء داخل الفيديوهات كليب أو الاعلانات التلفزيونية التي قام بإخراجها.
وقد تحصل بهاء الدين علال على جائزة الإبداع الحديث لتطوير المؤثرات البصرية للإنتاج السنمائي من طرف [[وزارة الثقافة والاتصال

## إخراج إعلانات تلفزيونية
- Valspar - في 2012
- حملة الدعوة للإسلام في مونديال البرازيل - 2014
- Shell Let's go - في 2015

## كليباته
1. غير حياتك للمنشد بالعالية بن ذهيبة

## المؤثرات الخاصة
- المسؤول الأول للمؤثرات البصرية الخاصة في فيدي وكليب غير حياتك للمنشد بالعالية بن ذهيبة
- المسؤول الأول للمؤثرات البصرية الخاصة في الإعلان التلفزيوني Valspar
- المسؤول عن محاكات ودمج السوائل في الإعلان التلفزيوني eva premium table wate .

## أبرز ما حققه
بهاء الدين علال أول من سجل عمل رسمي يحتوي على أكثر من 60 % من المؤثرات البصرية الخاصة في الجزائر

## وصلات خارجية
- الموقع الرسمي
- بهاء الدين علال  على فيسبوك.

\